# Casa dels masovers de Sabartès
La Casa dels masovers de Sabartès és una obra eclèctica de Banyeres del Penedès (Baix Penedès) inclosa a l'Inventari del Patrimoni Arquitectònic de Catalunya.

## Descripció
L'edifici dels masovers consta d'una sola planta. La porta té una obertura d'arc rebaixat i una finestra rectangular a cada banda. És rematat per una sobresortint cornisa i una balustrada, al centre de la qual s'alça una bonica torre de cobertes còniques, sota la qual hi ha els dos dipòsits de l'aigua. La construcció és feta de paredat i decorada amb maó.